# Стейплс, Винс
Винс Стейплс (англ. Vince Staples; род. 2 июля 1993, Лонг-Бич, Лос-Анджелес, Калифорния, США) — американский хип-хоп-исполнитель из Лонг-Бич, Калифорния, США. Являлся участником группы Cutthroat Boyz, в которую помимо Стейплса входили Астон Мэтьюз и Джоуи Фоттс. Какое-то время рэпер был сподвижником хип-хоп коллектива Odd Future, в частности рэперов Эрла Свэтшота и Майка Джи. В прошлом был участником банды Northside Naughty Nasty Gangster Crips.
Стейплс является артистом лейблов Def Jam Recordings, Blacksmith Records и ARTium Recordings. Получил известность благодаря участию на альбомах Odd Future и совместному микстейпу с Маком Миллером Stolen Youth. В октябре 2014 года выпустил дебютный мини-альбом Hell Can Wait, куда вошли такие синглы как Hands Up и Blue Suede, а летом 2015 презентовал дебютный студийный альбом Summertime ’06, который получил превосходные отзывы критиков. В 2015 году Стейплс вошёл в список самых примечательных хип-хоп-новичков года по версии журнала XXL.
26 августа 2016 года Винс опубликовал свой второй мини-альбом под названием Prima Donna, который удостоился высоких оценок музыкальных критиков. 23 марта 2017 года вышел его второй студийный альбом под названием Big Fish Theory, который, как и первый альбом, получил высочайшие оценки музыкальных экспертов.

## Карьера

### Начало карьеры
Однажды он решил уйти из Cutthroat Boyz, решив больше времени проводить с Дижоном Само, Чаком Вуном и двоюродным братом Кэмпбеллом Эмерсоном, которые в тот момент активно занимались созданием музыки. Вскоре Дижон отвозит Винса в Лос-Анджелес, где знакомит с Sid The Kid (The Internet) из Odd Future. В конечном счёте Винс завел дружеские отношения с Майком Джи и Эрлом Свэтшотом. Хотя он никогда не хотел становиться хип-хоп исполнителем, после участия в нескольких синглах Odd Future, а в частности сингле Epar, фанаты просили Винса выпускать больше своего материала, после чего он продолжает заниматься рэпом. Его дебютный микстейп, Shyne Coldchain Vol. 1, выходит зимой 2011. В октябре 2012 Стейплс публикует микстейп Winter In Prague, спродюсированный Майклом Узоууру.
В 2012 Эрл Свэтшот приглашает Винса на студию к Маку Миллеру. На Студии Мак заявляет, что ознакомлен с творчеством Винса и спрашивает, почему он не публикует новый материал. Винс отвечает, что у него нет должных битов, после чего Мак предлагает ему сотрудничество. Летом 2013 Стейплс выпускает микстейп Stolen Youth, спродюсированный Маком Миллером под псевдонимом Ларри Фишэмена. Микстейп включает таких гостей как Ab-Soul, Schoolboy Q, Da$H и многих других. После Stolen Youth Винс отправляется в поддержку The Space Migration — тура Мака Миллера. После того, как Винс появляется на трёх гостевых синглах альбома Эрла Свэтшота Doris, в сентябре 2013 он подписывает контракт с лейблом Def Jam Recordings.
13 марта 2014 он выпускает свой четвёртый микстейп Shyne Coldchain Vol. 2. В начале мая 2014 Стейплс отправляется в тур в поддержку альбома Schoolboy Q «Oxymoron». 5 августа Винс публикует музыкальный видеоклип на сингл Blue Suede. Месяц спустя Винс публикует ещё один трек под названием Hands Up. 7 октября 2014 он выпускает мини-альбом Hell Can Wait.

### 2015—2016:Summertime '06
4 мая 2015 он выпускает первый сингл с альбома Summertime '06 «Señorita». 2 июня, в Твиттере, Винс сообщает, что новый альбом будет в двух частях и состоять в общей сложности из 20 треков. 15 июня Винс выпускает второй сингл с альбома под названием Get Paid. Последний сингл, Norf Norf, выходит 22 июня, за восемь дней до выхода альбома.
26 августа 2016 Стейплс выпускает свой второй мини-альбом под названием Prima Donna. Альбом включает совместные треки с ASAP Rocky и Kilo Kish. Осенью того же года Винс запускает собственную программу на радиошоу Beats 1 — Section Eight Arthouse Broadcast System (SEABS). В конце 2016 Винс анонсировал свой первый сольный гастрольный тур под названием The Life Aquatic Tour, который будет включать 26 городов США и Канады и будет проходить с 24 февраля до 9 апреля 2017 года.

### 2017—настоящее время:Big Fish Theory
В конце января 2017 Винс анонсировал о скором выходе таинственного «что-то» под названием «BagBak», который, как ранее предполагалось, обернётся в полноценный проект. Однако в начале февраля он опубликовал не альбом, а первый сингл со времён выхода его последнего EP, Prima Donna, — «BagBak». 13 марта 2017 года Винс сообщил, что его новый студийный альбом будет иметь название Big Fish Theory.
В интервью журналу Complex Винс раскритиковал понятие «биф» (вражду между хип-хоп исполнителями), назвав бифы старомодной ерундой: «Я не хочу видеть, как люди публично унижают друг друга, в то время когда они могут спокойно поговорить по телефону. Особенно, если они успешные музыканты. Это баттл-рэп, и я фанат баттл-рэпа, поскольку там люди пишут друг о друге с юмором, а позже комментируют свои послания на Facebook. Это действительно занимательно, но когда оскорбления происходят в хип-хоп культуре между успешными артистами, то пошло всё к чертям. Это давно устаревшая банальщина. Все эти бифы могут идти к чертям. Это все равно что сказать: „Эй, я собираюсь сказать о тебе кое-что оскорбительное, чтобы соответствовать хип-хоп культуре“». В конце апреля Винс записал совместный трек с Gorillaz — «Ascension», который в итоге вошёл в пятый студийный альбом, Humanz.
В середине мая Винс опубликовал в своём инстаграме обложку своего второго студийного альбома. 19 мая артист опубликовал музыкальный видеоклип на песню «Big Fish». Студийный альбом вышел в свет 23 июня 2017 года.

## Личная жизнь
Летом 2016 Винс оказал материальное содействие YMCA — программе по социальной поддержке и развитию молодежи Севера Лонг-Бич, Калифорния. Вдобавок Стейплс утверждает, что никогда не пил алкоголь и не употреблял наркотики.
Осенью 2016, в одном из интервью, Винс огласил, что его не волнуют президентские выборы в США, так как он не видит никаких серьезных изменений. «Вся моя семья и все мои друзья либо находятся в тюрьме, либо у них нет средств на существование. Я не думаю, что президент в силах исправить это», заявил Стейплс.

## Дискография

### Студийные альбомы
- Summertime ’06 (2015)
- Big Fish Theory (2017)
- FM! (2018)
- Vince Staples (2021)
- Ramona Park Broke My Heart (2022)
- Dark Times (2024)

### Мини-альбомы
- Hell Can Wait (2014)
- Prima Donna (2016)

### Микстейпы
- Shyne Coldchain Vol. 1 (2011)
- Winter In Prague (2012)
- Stolen Youth (2013)
- Shyne Coldchain II (2014)

## Фильмография
- 2015 — Наркотик / Dope — участник Dom’s Crew
- 2017 — Мазафакер / Mutafukaz — Винц (озвучка английского дубляжа)